# Lena Rångeby
Lena Margareta Rångeby, född 8 september 1948, är en svensk journalist, samt radioproducent och programledare på Sveriges Radio. 
Rångeby ledde program som Radiohuset, Svenska skivspår, Prylar i P4 och trädgårdsprogrammet Candide, samt var domare och producent för Vi i femman och producent för Ring så spelar vi. År 2014 gick hon i pension efter 42 år vid Sveriges Radio.